# Soulioten

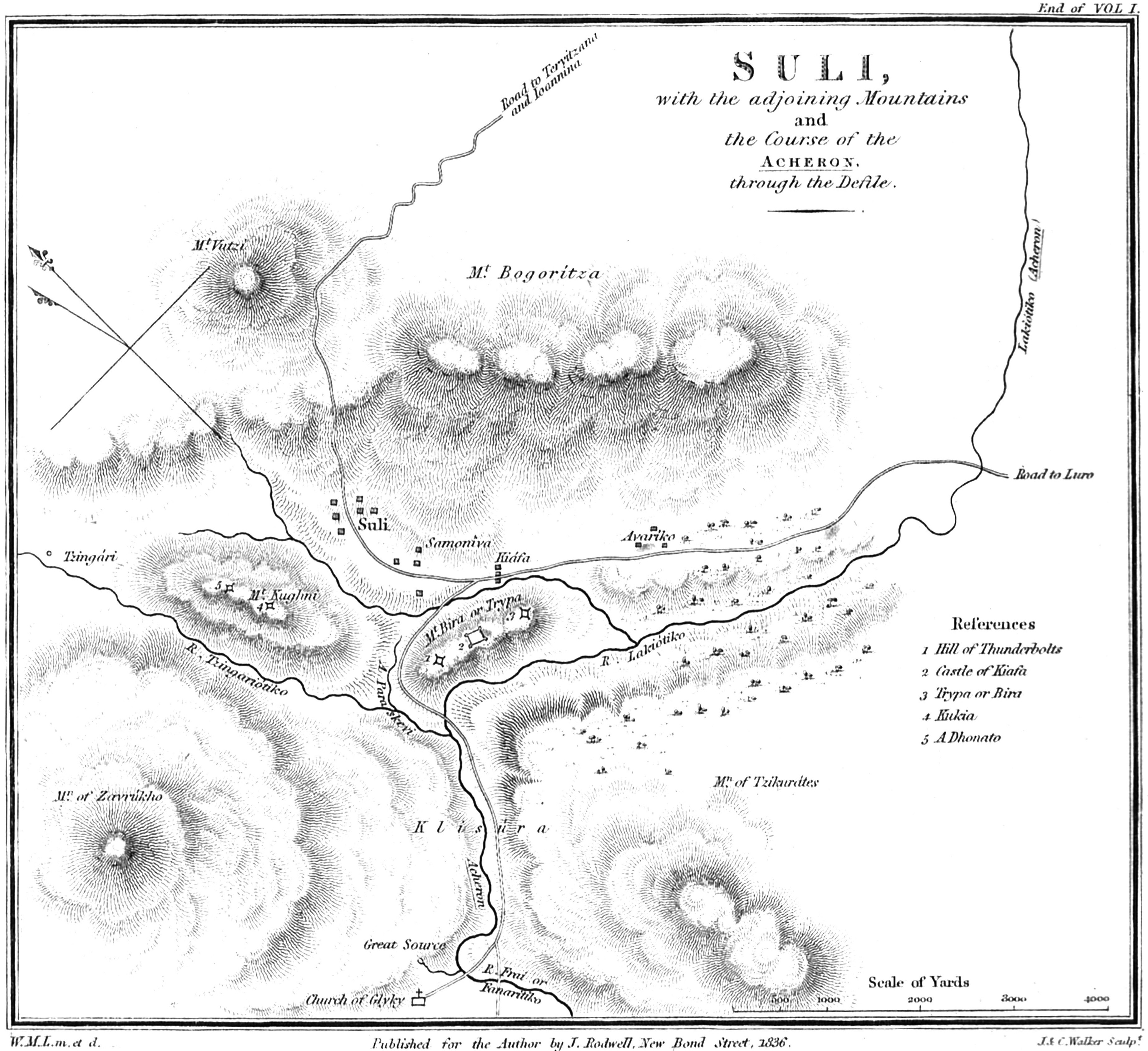
Karte von Souli, Kiafa, Samoniva und Avarino sowie der Lauf des Flusses Acheron (William M. Leake 1835)

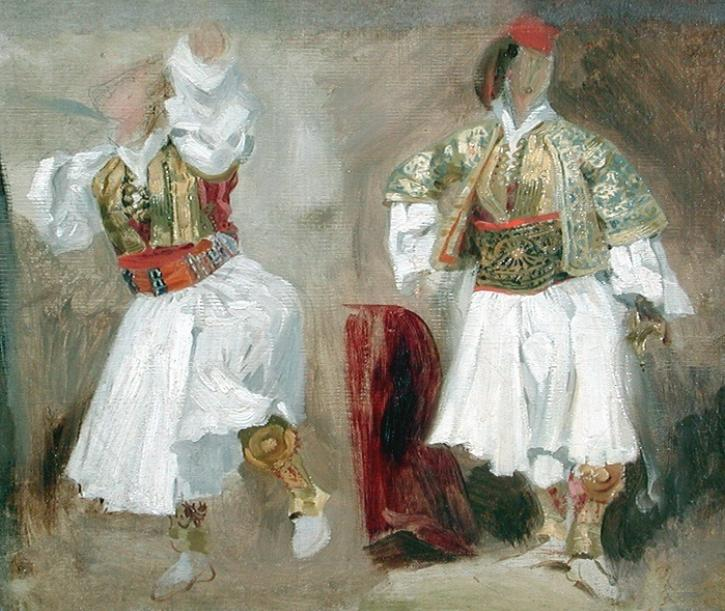
Sulioten in traditionellen Gewändern (Eugène Delacroix um 1825; Louvre Museum, Frankreich)

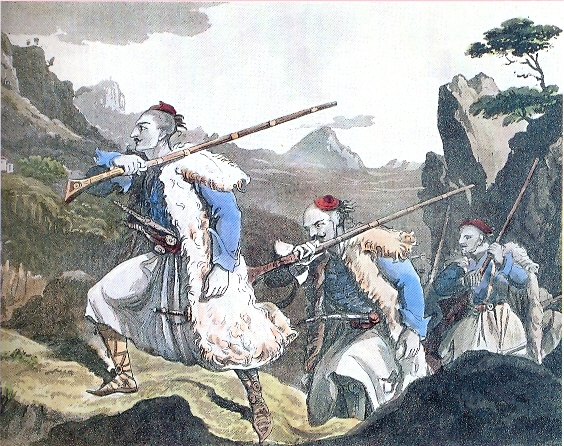
Gruppe von suliotischen Kämpfern (Gemälde aus dem 19. Jahrhundert)

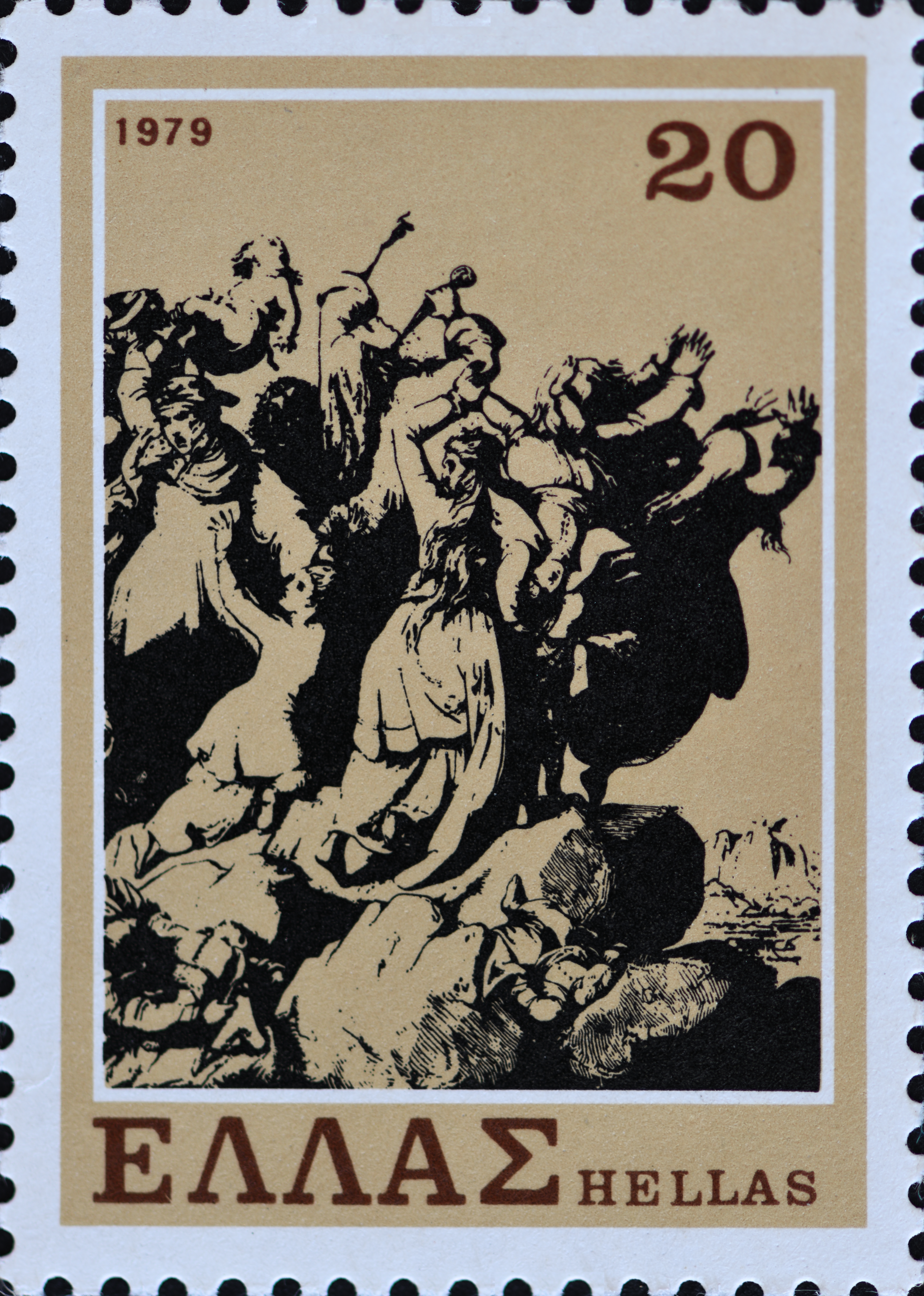
Griechische Briefmarke von 1979 für den Massenselbstmord der Souli-Frauen 1803

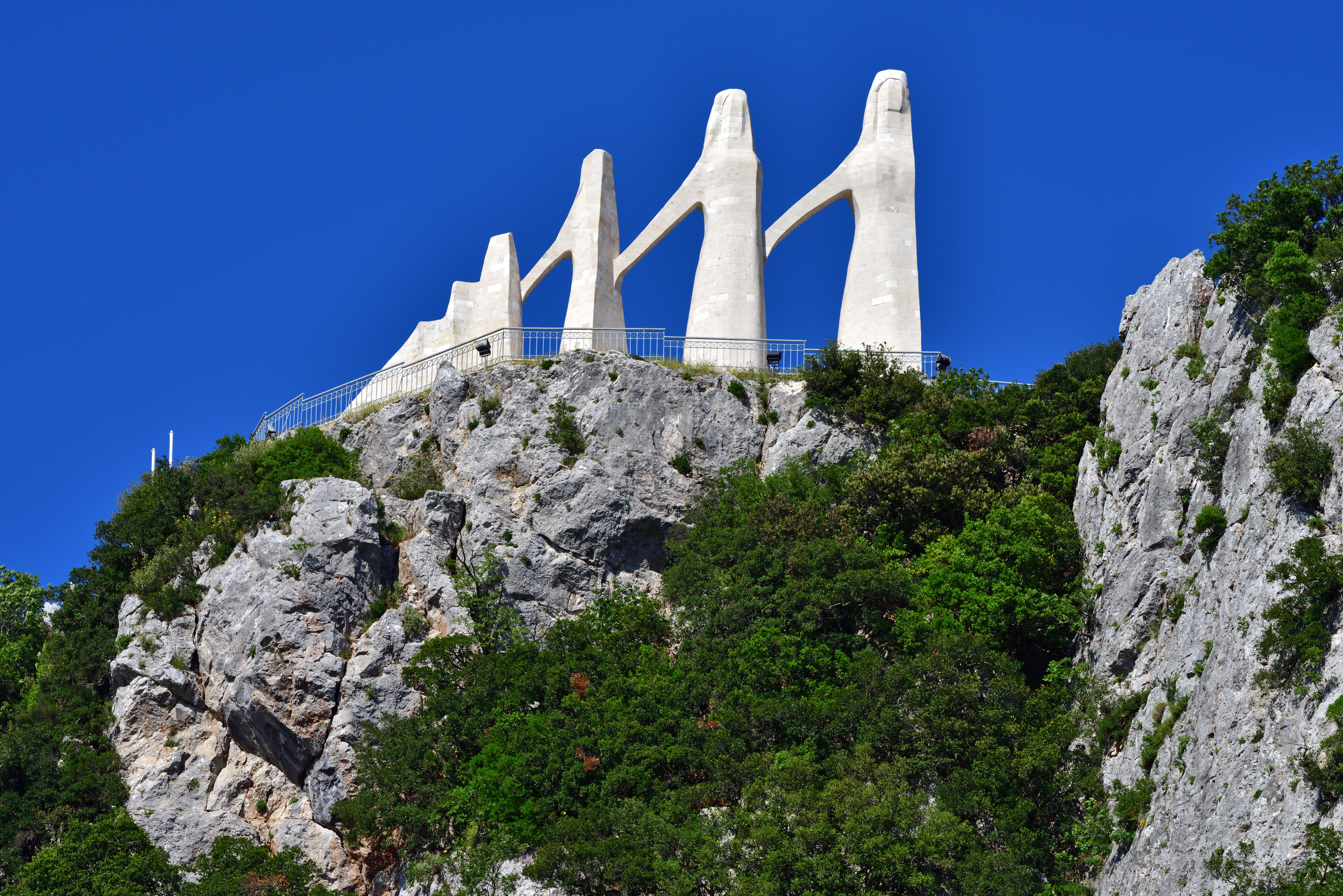
Das Denkmal erinnert an den historischen Massenselbstmord der Souli-Frauen 1803 ("Tanz von Zalongo")

Die Soulioten (andere Schreibweise: Sulioten; griechisch Σουλιώτες Souliótes; albanisch Suliotët) waren eine den Çamen zuzuordnende kriegerische Gemeinschaft, die der albanischen Ethnie angehörten, welche die Berge rund um Souli im Süden des Vilâyets Ioannina, des alten Epirus (albanisch Çamëria), bewohnten.

## Geschichte
Die Soulioten suchten im 17. Jahrhundert vor dem osmanischen Druck in den Gebirgen in der Nähe der Stadt Parga eine Zuflucht.
Mit Ausnahme des Dorfes Souli selbst entwickelten sich auch noch drei wichtige andere Dörfer, die mit diesem in enger Verbindung standen: Kiafa, Samoniva und Avarino (südöstlich von Paramythia, im Tal hinter der Ortschaft Glyki). Die Einwohner bestanden aus sogenannten Faras (albanisch für „Korn“, „Samen“ oder „Sippe“, „Clan“). Diese vier großen Dörfer vereinigten sich und es wurde ein Rat aus den Oberhäuptern der größten Sippen gebildet. Diese trafen alle Entscheidungen gemeinsam und richteten auch bei Streitigkeiten und Straftaten. Es gab keine geschriebenen Gesetze, sondern es wurde nach den Sitten entschieden. Ein ähnliches Rechtssystem von Clans und ihren Verhältnissen zueinander findet man auch im Kanun in Nordalbanien.
Die Soulioten betrieben Viehzucht und etwas Ackerbau. Daneben hatten sie einen zweifelhaften Ruf als ausdauernde und listige Diebe und Räuber. Ihre Angriffe galten besonders den verfeindeten Osmanen, gegen deren Übermacht sie bei einem einfachen, aber ausharrenden Verteidigungssystem geraume Zeit standhielten. Sie unterlagen erst 1803 und verließen dann die Region von Souli, indem sie erst nach Parga, dann, durch die Drohungen und Intrigen Ali Paschas auch von da vertrieben, zu den Ionischen Inseln zogen. Eine Gruppe souliotischer Frauen geriet in einen Hinterhalt in den Zalongo-Bergen. Sie verabredeten einen Massensuizid und stürzten ihre Kinder und sich von einer Klippe in die Tiefe. Heute erinnern das Denkmal Tanz von Zalongo sowie griechische und albanische Volkslieder an das Ereignis.
Hier traten sie in den Militärdienst verschiedener Mächte (Russlands, Frankreichs, Großbritanniens), welche damals nacheinander diese Inseln besaßen. Ali Pascha, 1820 in Ioannina von den Türken unter Hurschid Pascha eingeschlossen und von den Albanern verlassen, suchte bei den Soulioten Hilfe und räumte ihnen die Festung Kiafa ein. Die Soulioten folgten seiner Einladung, gerieten aber durch den Übertritt der albanischen Anführer zu Hurschid Pascha und den unglücklichen Ausfall des im Sommer 1822 von Griechenland aus zu ihrer Unterstützung unternommenen Feldzugs in große Bedrängnis und mussten im September ihre Feste Souli den Türken überlassen. An die 3000 Soulioten wurden damals auf englischen Schiffen nach Kefalonia gebracht, während sich die übrigen in die Gebirge flüchteten. Viele von ihnen beteiligten sich tapfer am griechischen Freiheitskampf und gelangten in Griechenland später zu Ansehen und Würden, so die Botsaris und Tzavelas.

## Volkszugehörigkeit der Soulioten
Um die Volkszugehörigkeit der Soulioten streiten sich Griechen und Albaner, was den aktuellen Disput der Minderheitenrechte im albanischen Nordepirus (griechisch Βόρειος Ήπειρος Vórios Ipiros) und griechischen Südepirus (albanisch Çamëri/-a) widerspiegelt. Angehörige beider Völker sehen im Kampf der Soulioten gegen die Osmanen einen heldenhaften nationalen Einsatz, der zur Gründung ihres modernen Staates beigetragen habe. Ursprünglich waren die Soulioten jedoch Çamen, also ethnische Albaner. Nach der maßgeblich von den Soulioten erkämpften Befreiung Griechenlands ab 1821 war die albanische Sprache für wenige Jahre als Amtssprache auch im Parlament in Verwendung, bis sie nach anschließenden Einwirkungen russisch-orthodoxer Oligarchen in Griechenland ab 1827 in öffentlichen Bildungssystemen und Ämtern wie schon zuvor unter dem Osmanischen Reich verboten wurde. In folge darauf gingen die albanischsprachigen Gemeinschaften nicht selten in die griechische Nation über.
Die von slawisch-orthodoxen Interessen geprägte Stärkung des griechischen Staates wurde mithilfe der Militärallianz zwischen Griechenland, Serbien, Montenegro und Bulgarien, primär gegen das Osmanische Reich, auch der albanischen Gemeinschaft zum unterdrückenden Verhängnis.
Spätestens im 19. Jahrhundert waren die Soulioten weitgehend gräzisiert, jedoch blieben erhebliche Reste ihrer albanischen Umgangssprache erhalten, wovon das von Markos Botsaris verfasste griechisch-albanische Wörterbuch zeugt.
Der Name der Stadt, nach der die Soulioten benannt sind, entstammt dem albanischen suli, zu deutsch „Berggipfel“.

## Berühmte Sulioten
- Markos Botsaris (1788–1823), militärischer Führer der Soulioten im griechischen Unabhängigkeitskrieg
- Kitsos Tzavelas (1800–1855), Politiker, Ministerpräsident Griechenlands und General